# Paimala
Paimala (Duits: Paimalja) is een plaats in de Estlandse gemeente Saaremaa, provincie Saaremaa. De plaats heeft de status van dorp (Estisch: küla) en telt 8 inwoners (2021).
Tot in december 2014 behoorde Paimala tot de gemeente Kaarma, tot in oktober 2017 tot de gemeente Lääne-Saare en sindsdien tot de fusiegemeente Saaremaa.

## Geschiedenis
Paimala werd voor het eerst genoemd in 1645 onder de naam Paymelle Laur als nederzetting op het landgoed van Praakli.
In 1920 werd Paimala bij het buurdorp Kärdu gevoegd. Pas in 1997 werd Paimala weer een zelfstandig dorp.